# كوثر الأربش
كوثر الأربش (ولدت في الإحساء عام 1395هـ/ 1975م) كاتبة وشاعرة سعودية، وهي عضو في مجلس الشورى السعودي من عام 2016. وحصلت على بكالوريوس إدارة الأعمال من جامعة الملك فيصل عام 1419هـ، وتنتمي إلى المذهب الشيعي، عرفت الأربش بمقال أسبوعي في جريدة الجزيرة.

## نشأتها
نشأت الكاتبة كوثر الأربش وتتلمذت على يد السيدات المكلفات بتعليم المذهب الشيعي للأطفال، فقد عرف عن الأربش التسليم بثوابت المذهب الشيعي كالإمامية والمرجعية وحب آل البيت.

### كتبها
- فكرة تنجيك صدر عام 2023.[5]

## فقدانها لابنها في حادثة إرهابية
فقدت الأربش أحد أبنائها -محمد العيسى- في واقعة تفجير مسجد الإمام الحسين في حي العنود بالدمام في مايو 2015، وقد تبنت جماعة تنظيم الدولة الإسلامية (داعش) التفجير الذي أوقع أربعة قتلى آخرين وعدداً من المصابين.

## رابط خارجي
صفحتها على تويتر